# Falcon (Mississippi)
Falcon é uma cidade  localizada no estado americano de Mississippi, no Condado de Quitman.

## Demografia
Segundo o censo americano de 2000, a sua população era de 317 habitantes.
Em 2006, foi estimada uma população de 300, um decréscimo de 17 (-5.4%).

## Geografia
De acordo com o United States Census Bureau tem uma área de
1,0 km², dos quais 1,0 km² cobertos por terra e 0,0 km² cobertos por água. Falcon localiza-se a aproximadamente 50 m acima do nível do mar.

## Localidades na vizinhança
O diagrama seguinte representa as localidades num raio de 24 km ao redor de Falcon.